# تهران توکیو
«تهران توکیو» نام ترانه‌ای از ساسی، خوانندهٔ ایرانی است که در در ۱۳ اسفند ۱۳۹۹ از طریق رادیو جوان منتشر شد. این ترانه، دارای محتوایی شاد، عامه‌پسند و بر سیاق آثار قبلی او است. سرایش و آهنگسازی این اثر با ساسی و تنظیم، میکس و مسترینگ آن با برادران منوچهری بوده‌است.
نماهنگ «تهران توکیو» به کارگردانی علی زمانی (AZ Filmz) در ۲۰ اسفند ۱۳۹۹ منتشر شد. پیش‌پردۀ نماهنگ این ترانه، یکی از پربازدیدترین تیزرها در وب‌سایت رادیو جوان بوده‌است و حضور بازیگر پورنوگرافی، الکسیس تگزاس در این نماهنگ، حاشیه‌هایی را ایجاد کرد که می‌توان به ممنوعیت انتشار آن و دستگیری برخی عوامل تولید این نماهنگ که در ایران بودند، اشاره کرد.
استقبال مخاطبان از این ترانه و برخورد دستگاه قضایی با آن، بازتاب فراوانی در فضای مجازی و نشریات داخلی و خارجی داشت که از جنبه‌های مختلف حقوقی، تربیتی و جامعه‌شناختی آن را مورد بررسی قرار داده‌بودند.

## پیش‌زمینه
در زمستان ۱۳۹۹ ساسی خبر داد که طبق روال هر اسفند، تک‌آهنگی را منتشر خواهد کرد. او پیش از این «جنتلمن» را در ۱۵ اسفند ۱۳۹۷ و «دکتر» را در ۱۳ اسفند ۱۳۹۸ منتشر کرده بود. حساب اینستاگرام ساسی نیز نوشت: «عید امسال منتظر آهنگ جدید به اسم «تهران توکیو» باشید. به نظرتون این بار چه اتفاقی ممکنه بیفته؟ باید تا عید صبر کرد و دید!»

## انتشار
اوایل اسفند، ساسی تیزری سی ثانیه‌ای از این ترانه را رونمایی کرد. در این تیزر، استفاده از دیالوگ «نرو سمیه» از فیلم «ابد و یک روز» به همراه رقص بازیگر پورنوگرافی الکسیس تگزاس دیده می‌شد.
سراینده و آهنگساز این ترانه، که در ۱۳ اسفند ۱۳۹۹ از رادیو جوان منتشر شد، ساسی و تنظیم، میکس و مسترینگ آن با برادران منوچهری بود. موزیک ویدیو این ترانه نیز ۲۰ اسفند به کارگردانی علی زمانی در سایت رادیو جوان منتشر شد.
در تاریخ ۱۶ اسفند، رادیو جوان و همچنین صفحهٔ رسمی ساسی در اینستاگرام اعلام کردند که ترانهٔ «تهران توکیو» رکورد بیشترین پخش در ۴۸ ساعت ابتدایی را با ۴٫۵ میلیون پخش شکسته‌است. بنا بر این اظهارنظر، رکورد پیشین هم با ترانهٔ «دکتر» در اختیار خود او بوده‌است.
تیزر موزیک ویدئوی این ترانه با استقبال مخاطبان و چند میلیون بازدید در ساعات اولیه همراه شده بود.
همچنین ویدئوهای منتشر شده از ایران در شب چهارشنبه‌سوری، نشان می‌داد که علی‌رغم تهدیدها و دستگیری‌ها، بسیاری از مردم با این ترانه در حال رقص و پایکوبی هستند.

## محتوا
«تهران توکیو» مانند آثار قبلی ساسی، نوجوان و جوان‌پسند است و به دلیل سبک در اصطلاح «شیش و هشت» آن، محبوبیت دارد. تهران توکیو با کلمات و مفاهیم ژاپنی مانند سایونارا، یاکوزا، لیان‌شامپو و هماهنگی آنها با کلمات و مفاهیم ایرانی ترکیبی طنزآمیز را ایجاد کرده‌است. همچنین در انتهای ترانه، نقیضه‌ای بر دیالوگی از فیلم ابد و یک روز خوانده می‌شود که آن نیز جنبهٔ طنز و مطایبه دارد.
فضای کلی اثر در حال‌وهوای تک‌آهنگ‌های قبلی ساسی است و بیشتر بر محور یک ملودی شاد، پرداختن به یک موضوع عاشقانه با کنایه به تابوهایی مثل مصرف مشروبات الکلی و مواد مخدر و بازی با قافیه‌های بدیع، شکل می‌گیرد.

## بازخوردها
در اواخر سال ۱۳۹۹ شایعهٔ حضور پورن استار، الکسیس تگزاس، در موزیک ویدئو جدید ساسی مانکن، در رسانه‌های اجتماعی داغ شد. چند روز بعد شبکهٔ رادیو جوان با پخش تیزری از موزیک ویدیو «تهران توکیو» این اتفاق را تأیید کرد که با واکنش‌های مختلفی در رسانه‌ها روبرو شد.
روزنامهٔ آرمان ملی و وبگاه خبری تحلیلی عصر ایران، در نقدهایی، محبوبیت آثار ساسی و استقبال از ترانهٔ «تهران توکیو» را درنتیجهٔ محدودیت‌های عرصهٔ موسیقی در ایران، عدم آموزش در مدارس و همچنین فعالیت ضعیف صدا و سیما در زمینهٔ موسیقی و نگاه بستهٔ آن دانستند.
خبرگزاری ایسنا نیز گزارشی دربارهٔ این ترانه پخش کرد و اختصاص یک سال زمان برای ساخت آن را دروغ دانست و ادعا کرد که نهایتاً ساخت این ترانه و موزیک ویدئو یک ماه تا ۴۵ روز زمان برده‌است.
رضا هلالی، مداح، در پستی اینستاگرامی انتشار این ترانه را به بمب اتمی در میان کودکان و نوجوانان دههٔ ۸۰ و ۹۰ خورشیدی تشبیه کرد. همچنین نیوشا ضیغمی، بازیگر ایرانی، این موزیک ویدئو را اوج ابتذال و بی‌فرهنگی دانست. علی مطهری، سیاستمدار ایرانی، نیز دیدن این اثر و چنین تصاویری را حرام اعلام کرد.
در میزگردی که شبکهٔ بی‌بی‌سی فارسی برای بررسی این اثر و حواشی آن برگزار کرد، یکی از مهمانان، کار ساسی مانکن را «دیده شدن و پول درآوردن به هر قیمتی» دانست و آن را مشابه قاچاقچی مواد مخدر نامید.
با توجه به شدت بازتاب ترانه و تأثیرگذاری آن، مسعود آذر در یادداشتی در بی‌بی‌سی، این ترانه را شکست ایدئولوژی‌های جمهوری اسلامی که نهادهایی نظیر سازمان تبلیغات اسلامی، حوزه‌های علمیه، وزارت فرهنگ و ارشاد اسلامی و غیره ترویج می‌دهند، دانست.
سینا آبگون، خوانندهٔ رپ انقلابی، موزیک ویدئویی با نام «ادامهٔ جنگ» علیه ساسی و ترانهٔ «تهران توکیو» منتشر کرد که اینستاگرام در همان ساعات اولیه آن را حذف کرد.
امیر تتلو، خوانندهٔ ایرانی، با حمایت از «تهران توکیو»، آن را اثری «بانمک و دارای ایده‌ای جذاب» برشمرد. همچنین پژمان اکبرزاده، پژوهشگر موسیقی و روزنامه‌نگار، با مضحک خواندن ایجاد مشکل اخلاقی توسط یک موزیک ویدئو، اشاره کرد که در دنیای آزاد، اجراکنندگان موسیقی مجاز به خلق هر نوع اثر هنری هستند و مخاطبان موسیقی نیز حق دارند هر انتخابی داشته باشند.

## حواشی و جنجال‌ها
با توجه به واکنش‌های متفاوت پس از انتشار تک‌آهنگ‌های قبلی ساسی، پیش از پخش تیزر موزیک ویدئو «تهران توکیو» حاشیه‌هایی در فضای مجازی دیده می‌شد، اما پس از انتشار آن و حدود ۱۰ میلیون بیننده در ساعات اولیه پس از پخش، جنجال‌هایی ایجاد شد که به تیتر یک روزنامه‌های ایران رسید.

### دیالوگ فیلمابد و یک روز
استفاده از صدای نوید محمدزاده بازیگر ایرانی در فیلم ابد و یک روز از حواشی این ترانه بود. دیالوگ او در سکانسی از این فیلم خطاب به خواهرش «سمیه»، که بارها در شبکه‌های مجازی مورد استقبال یا استفادهٔ طنز قرار گرفته بود، با صدای خود او در این آهنگ استفاده شده‌است.

### حضور الکسیس تگزاس
از دیگر حواشی این موزیک ویدیو، حضور پورن استار آمریکایی الکسیس تگزاس با روسری و مانتو و در حال رقص ایرانی است که واکنش‌های گوناگونی را دربرداشت.
محمد سرشار، مدیر شبکهٔ کودک صدا و سیما، در اظهاراتی، خواستار تعقیب بین‌المللی و دستگیری ساسی مانکن، براساس بند الف مادهٔ ۳۴ کنوانسیون حقوق کودک شد. او همچنین در صفحهٔ اینستاگرام خود، این ترانه را مصداق آزار جنسی کودکان دانست که واکنش‌هایی را در فضای مجازی در پی داشت. کارشناسان صدا و سیما در برنامه‌هایی مختلف گفتند که استفاده از بازیگر پورنوگرافی در موزیک ویدئو، در صورت استفاده یا اشاره به کودکان، در تمام جهان جرمی سنگین است که پیگرد قانونی دارد. در همین راستا موزیک ویدئوهایی از امینم، تیلور سویفت، مدونا، متالیکا و لیدی گاگا با حضور پورن استارها، در فضای مجازی دست به دست شد و مشخص شد که پورن استاری با نام آیلار در موزیک ویدئو «دستا بالا» از آرش، خوانندهٔ ایرانی، حضور پیدا کرده و با او اجرای مشترک داشته‌است.

### پخش در ماشین راهور
در ساعات اولیهٔ پخش تیزر موزیک ویدیو، ساسی ویدئویی کوتاه در صفحهٔ اینستاگرامش منتشر کرد که نشان می‌داد این ترانه از ماشین پلیس در ایران در حال پخش است. این ویدئو به‌سرعت از صفحهٔ او برداشته شد اما پلیس راهور ایران، این موضوع را تکذیب کرد و از پیگیری پلیس فتا برای دستگیری سازندگان این ویدئو خبر داد.

### ممنوعیت انتشار
ساترا (سازمان تنظیم مقررات رسانه‌های صوت و تصویر فراگیر) به علت آنچه نقض صریح «دستورالعمل حفاظت از حقوق کودکان» خواند، روز ۱۲ اسفند، طی ابلاغیه‌ای، انتشار ترانهٔ «تهران توکیو» را ممنوع اعلام کرد. در ادامه، روزنامهٔ کیهان اعلام کرد که رسانهٔ روبیکا به خاطر انتشار تیزر این ترانه، به کمیتهٔ رسیدگی به تخلفات ساترا ارجاع شده‌است.
همچنین واشینگتن پست به نقل از خبرگزاری آسوشیتد پرس در مقاله‌ای ممنوعیت «تهران توکیو» در ایران و فیلترینگ گستردهٔ رسانه‌های اجتماعی را مورد بررسی قرار داد. در همین مقاله، از آغاز تحقیقات پیرامون چگونگی انتشار تیزر این اثر در اپلیکیشن روبیکا خبر داده شده‌است.

### شکایت
در روزهای پس از انتشار ترانه، برخی از رسانه‌ها و حقوق‌دانان از احتمال شکایت علیه ساسی در دادگاه‌های ایران خبر دادند. همچنین آن‌ها عنوان کردند که مطابق «بند الف مادهٔ ۳۴ کنوانسیون حقوق کودک» این موضوع از لحاظ بین‌المللی هم قابل تعقیب است.
آن‌ها از خانواده‌های ایرانی و حقوقدانان و وکلای ایرانی ساکن آمریکا خواستند که به دادگاه شکایت کنند و حمایت وزارت امور خارجه، بخش بین‌الملل قوهٔ قضائیه و معاونت حقوقی ریاست‌جمهوری را اعلام کردند.
همچنین گفته شد که احتمال شکایت مالکان فیلم ابد و یک روز به علت نقض کپی رایت نیز وجود دارد.

### دستگیری‌ها و تهدید
ساعاتی پیش از انتشار موزیک ویدئوی این ترانه (صبح ۲۰ اسفند) چند خبرگزاری گزارش دادند که دادسرای امنیت اخلاقی ایران، افرادی را به اتهام همکاری با ساسی مانکن بازداشت کرده‌است.

دادسرای امنیت اخلاقی نیز با انتشار بیانیه‌ای اعلام کرد:
متعهد می‌شود که در صورت انتشار موزیک ویدئوی کامل ساسان حیدری، ضمن تلاش جهت تحت پیگیری قرار دادن نامبرده در مراجع حقوقی بین‌المللی، برخورد قضایی قاطع با همکاران، کمک‌کنندگان و ارسال‌کنندگان دابسمش به نامبرده در داخل کشور را نیز دستور کار خود قرار دهد.
سخنگوی این دادسرا، اقداماتی از این دست را «در پاسخ به مطالبه و نگرانی گستردهٔ مردم شریف ایران» اعلام کرد.
با وجود این تهدیدات، ساسی موزیک ویدئو «تهران توکیو» را در تاریخ یاد شده (۲۰ اسفند) منتشر کرد. یک روز پس از انتشار موزیک ویدئو، رسانه‌ها از دستگیری محسن و بهروز منوچهری (برادران منوچهری) در منزل شخصی خود (در خیابان قدوسی شیراز) خبر دادند. این دو تنظیم و تهیه‌کنندگی موزیک ویدئو و تیزر آهنگ «تهران توکیو» ساسی را بر عهده داشتند و در ایران با نام هنری «آریو و اهورا» فعالیت می‌کردند. «فرشید رافع رفاهی»، مدیر برنامه‌های ساسی، ضمن تأیید این دستگیری‌ها از محاکمهٔ احتمالی آنها در دادگاه کیفری در تهران خبر داد. این دستگیری‌ها بازتاب گسترده‌ای در رسانه‌های جهانی داشت.
با توجه به تهدیدات انجام شده و سابقهٔ جمهوری اسلامی در انجام عملیات در کشورهای همسایهٔ ایران، ساسی تمام کنسرت‌های نوروزی خود، ازجمله کنسرت ارمنستان را لغو کرد و علت این تصمیم را مسائل شخصی عنوان کرد.
مهدی حاجیان، سخنگوی ناجا، در تاریخ ۲۶ اسفند، ضمن اشاره به دستگیری افرادی در تهران و قزوین، به اتهام همکاری با ساسی، از اعلان قرمز اینترپل برای دستگیری و استرداد او خبر داد.

### تبرئه و آزادی عوامل موزیک‌ویدئو
در تاریخ ۱۲ اسفند ۱۴۰۰ (یک سال پس از انتشار موزیک ویدیو) حکم نهایی این پرونده صادر شد و برادران منوچهری و محمد جودکی (ادمین اینستاگرام ساسی) پس از یک سال به دلیل فقدان شاکی خصوصی تبرئه شدند.